# Zamek Shuri
Zamek Shuri (jap.首里城 Shuri-jō, okinawski:スイグシク Shui Gushiku) – znajduje się w Shuri w mieście Naha w prefekturze Okinawa w Japonii. Zamek Shuri był politycznym i kulturalnym centrum królestwa Riukiu przez wieki, od 1429 do 1879 roku. Od 2000 roku jest częścią wpisanego na listę światowego dziedzictwa UNESCO regionu Gusuku oraz pokrewnych zabytków królestwa Riukiu.
W 1945 roku zamek został prawie całkowicie zniszczony podczas bitwy o Okinawę, ale został odbudowany w 1992 roku, z filarami, ścianami i dachówkami pomalowanymi na cynobrowo i otwarty jako park narodowy, aby upamiętnić 20. rocznicę powrotu Okinawy do Japonii. Jednak 31 października 2019 roku pożar zniszczył Seiden (salę główną), która spłonęła niemal doszczętnie, od tego czasu trwają prace rekonstrukcyjne, których pełne zakończenie zaplanowano na jesień 2026 roku.

## Historia
Data budowy nie jest znana, ale wiadomo, że zamek był używany w okresie Sanzan (1322-1429). Podobnie jak wiele innych zamków na Okinawie, został on prawdopodobnie zbudowany w okresie Gusuku. Kiedy król Shō Hashi zjednoczył trzy księstwa Okinawy, tworząc Królestwo Riukiu, uczynił zamek Shuri swoją rezydencją.
Przez 450 lat, począwszy od 1429 roku, był to pałac królewski i centrum administracyjne królestwa Riukiu. Było to również centrum handlu zagranicznego oraz polityczne, gospodarcze i kulturalne centrum wysp Riukiu. Według zapisów zamek płonął kilka razy i za każdym razem był odbudowywany. Podczas panowania Shō Nei, samurajska armia klanu Satsuma zajęła Shuri 6 maja 1609 roku i wzięła do niewoli króla, któremu pozwolono wrócić do zamku dopiero po poddaniu się szogunatowi Tokugawów.
W 1879 roku królestwo Riukiu zostało zaanektowane przez Japonię i stało się prefekturą Okinawa, a zamek Shuri został opuszczony i uznany za skarb narodowy w 1925 roku. Później zamek stał się placówką armii japońskiej i był domem dla różnych szkół i innych obiektów. Przeszedł gruntowną renowację w latach trzydziestych XX wieku, ale został całkowicie zniszczony przez amerykańskie bombardowania podczas bitwy o Okinawę w 1945 roku. Następnie stał się jednym z kampusów Uniwersytetu Ryukyus. Brama Shureimon została odbudowana w 1958 roku, a pierwotny wygląd zamku został przywrócony w 1992 roku, kiedy stał się on parkiem narodowym.
31 października 2019 roku w zamku wybuchł pożar, który zniszczył około 4 800 m², w tym budynek główny, salę północną i południową. Miasto Naha złożyło wniosek o dofinansowanie z funduszy wspólnotowych na pokrycie kosztów odbudowy. Dzień po pożarze wystosowano apel o darowizny, początkowo z celem 100 milionów jenów. Jednak w ciągu zaledwie trzech dni zebrano ponad dwukrotnie więcej.

## Plan zamku
OZNACZENIA:

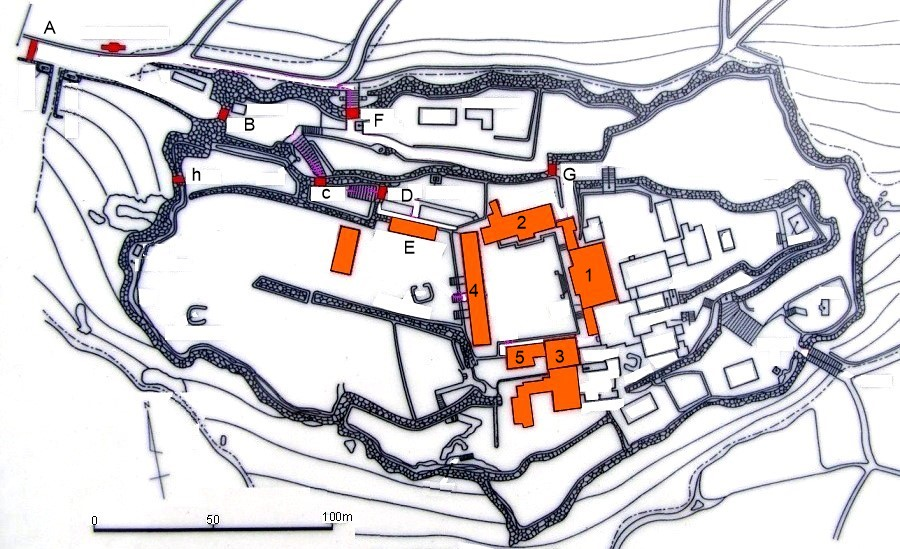
Plan zamku: 1 – Seiden, 2 – Hokuden, 3 – Nanden, 4 – Houshinmon, 5 – Bandokoro, A – Shureimon, B – Kankaimon, C – Zuisenmon, D – Roukokumon, E – Kōfukumon, F – Kyukeimon, G – Uekimon, H – Kobikimon

- 1 – Seiden (jap. 正殿; pol. Sala główna)
- 2 – Hokuden (jap. 北殿; pol. Sala północna)
- 3 – Nanden (jap. 南殿; pol. Sala południowa)
- 4 – Houshinmon (jap. 奉神門; pol. Brama Hoshinmon)
- 5 – Bandokoro (jap. 番所; pol. Wartownia)
- A – Shureimon (jap. 守礼門; pol. Brama Shureimon)
- B – Kankaimon (jap. 歓会門; pol. Brama Kankaimon)
- C – Zuisenmon (jap. 瑞泉門; pol. Brama Zuisenmon)
- D – Roukokumon (jap. 漏刻門; pol. Brama Rokukokumon)
- E – Kōfukumon (jap. 広福門; pol. Brama Kōfukumon)
- F – Kyukeimon (jap. 久慶門; pol. Brama Kyukeimon)
- G – Uekimon (jap. 右掖門; pol. Brama Uekimon)
- H – Kobikimon (jap. 木曳門; pol. Brama Kobikimon)

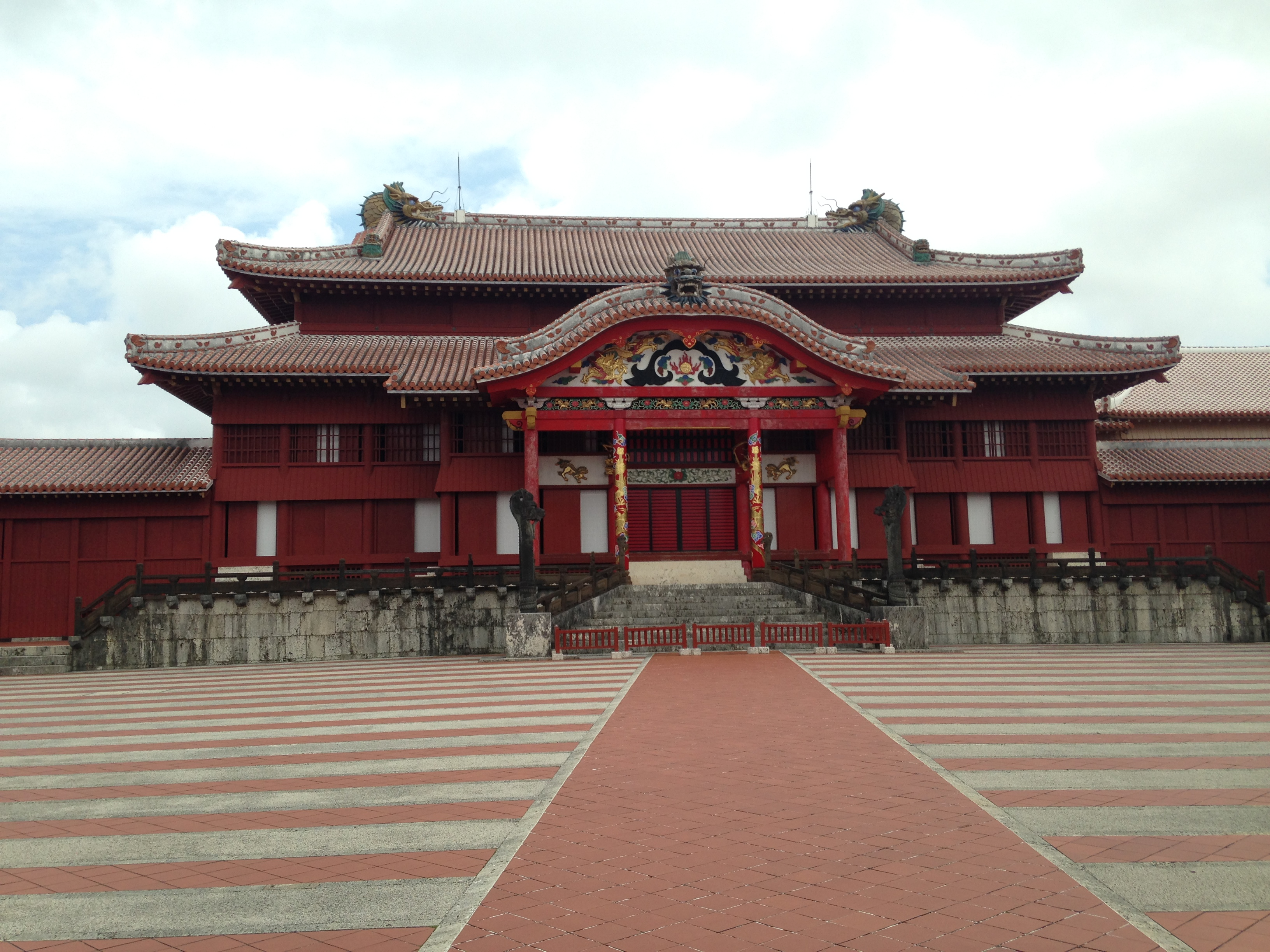
1 – Seiden
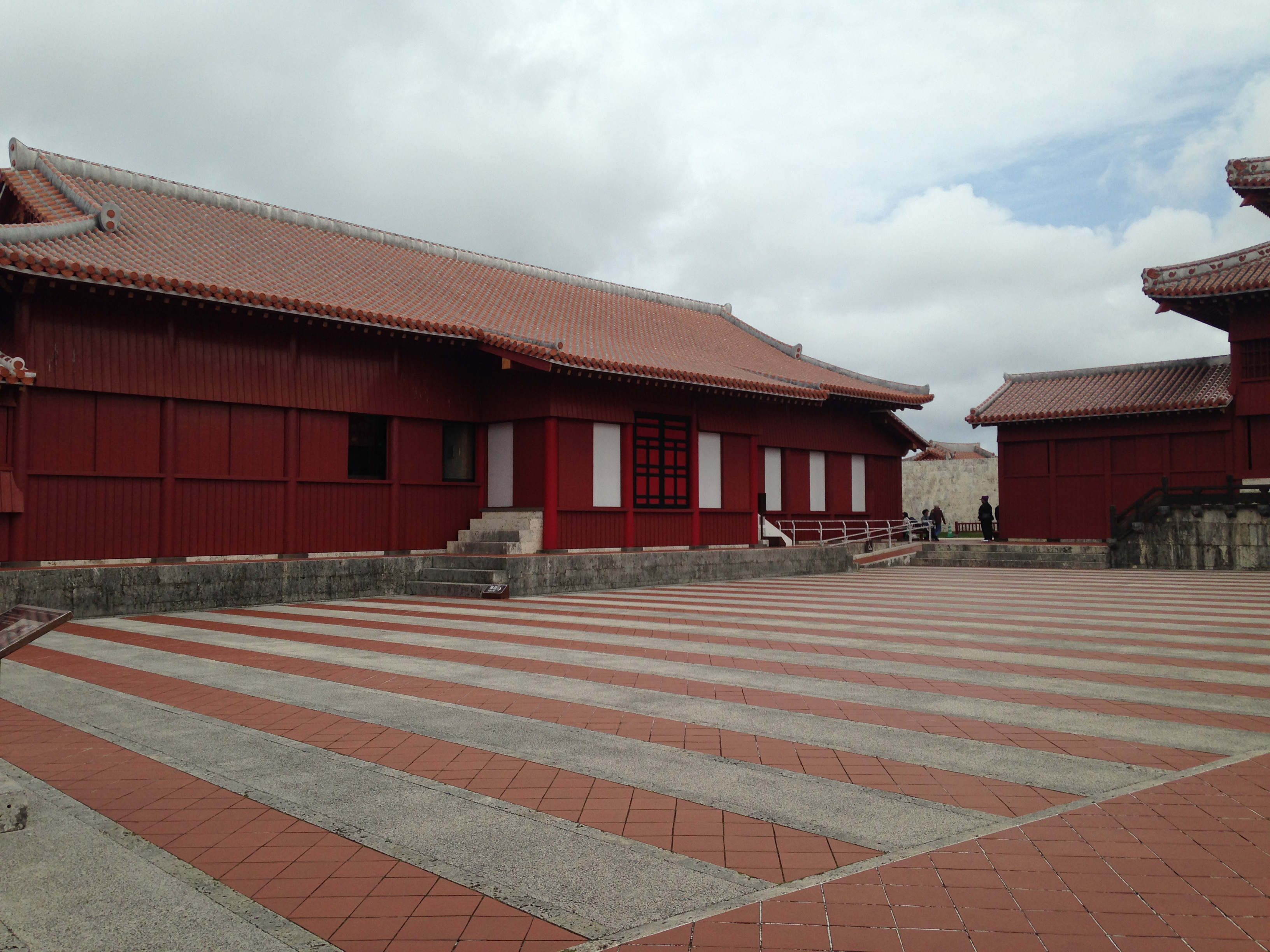
2 – Hokuden
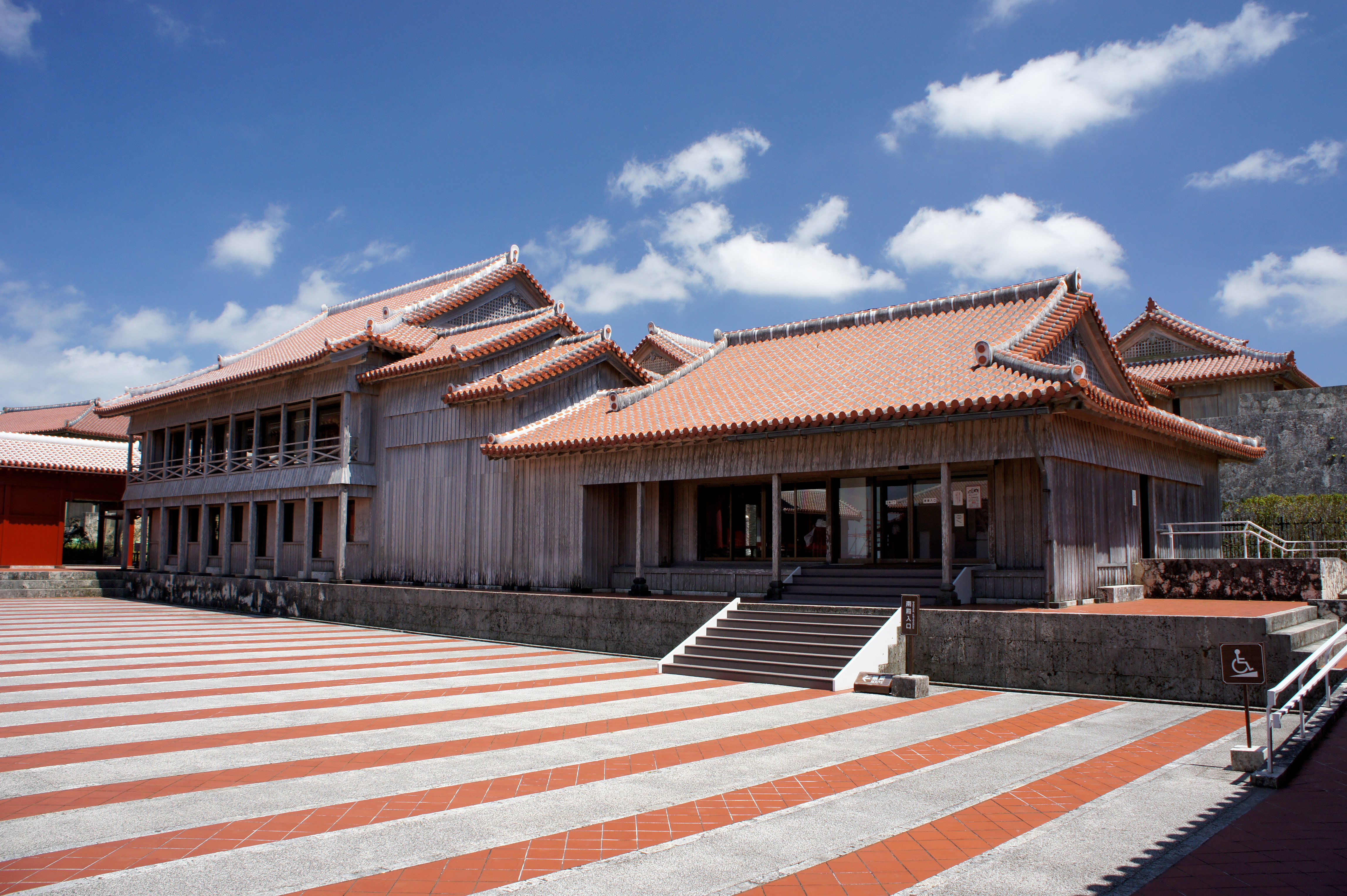
3 – Nanden, 5 – Bandokoro
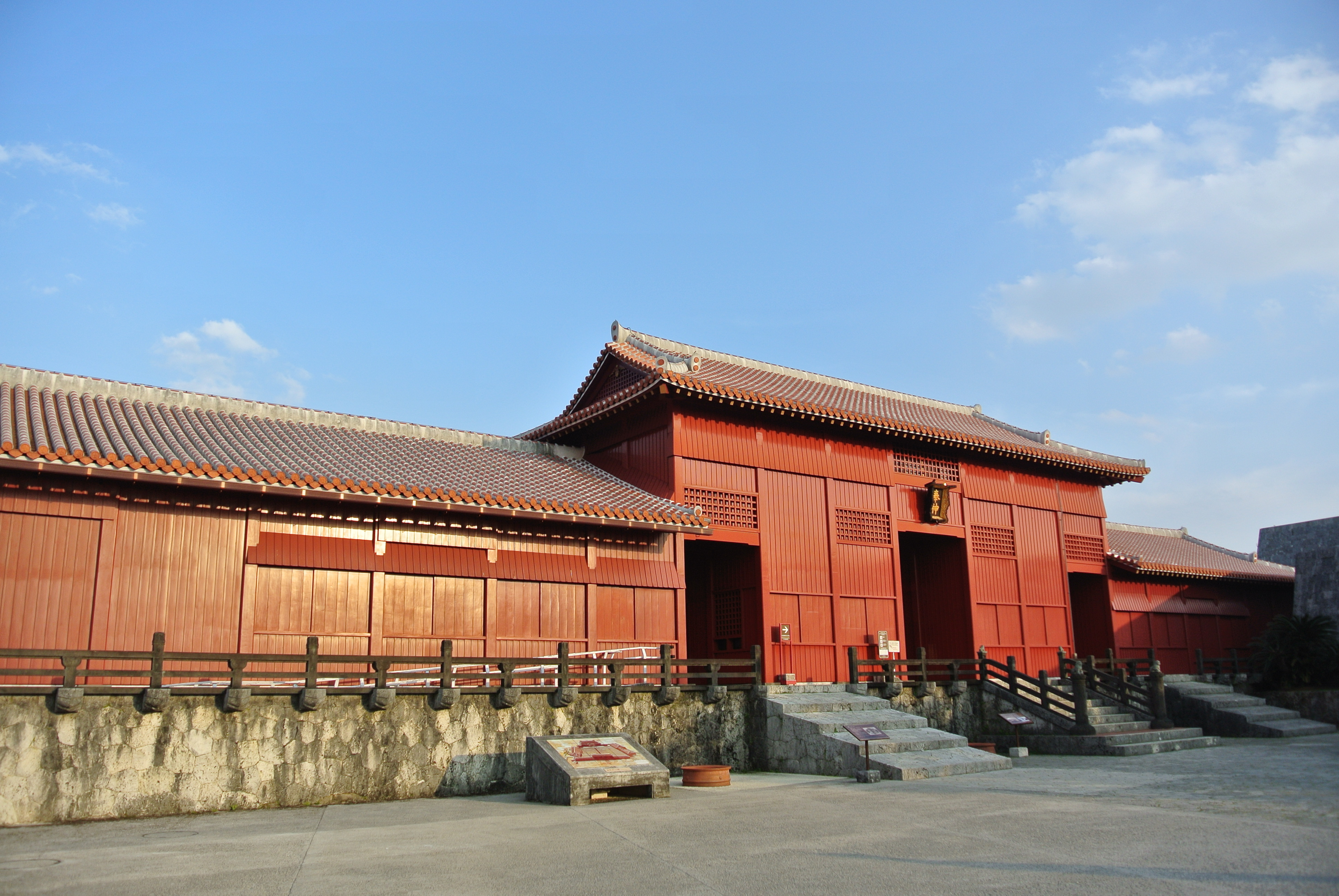
4 – Houshinmon
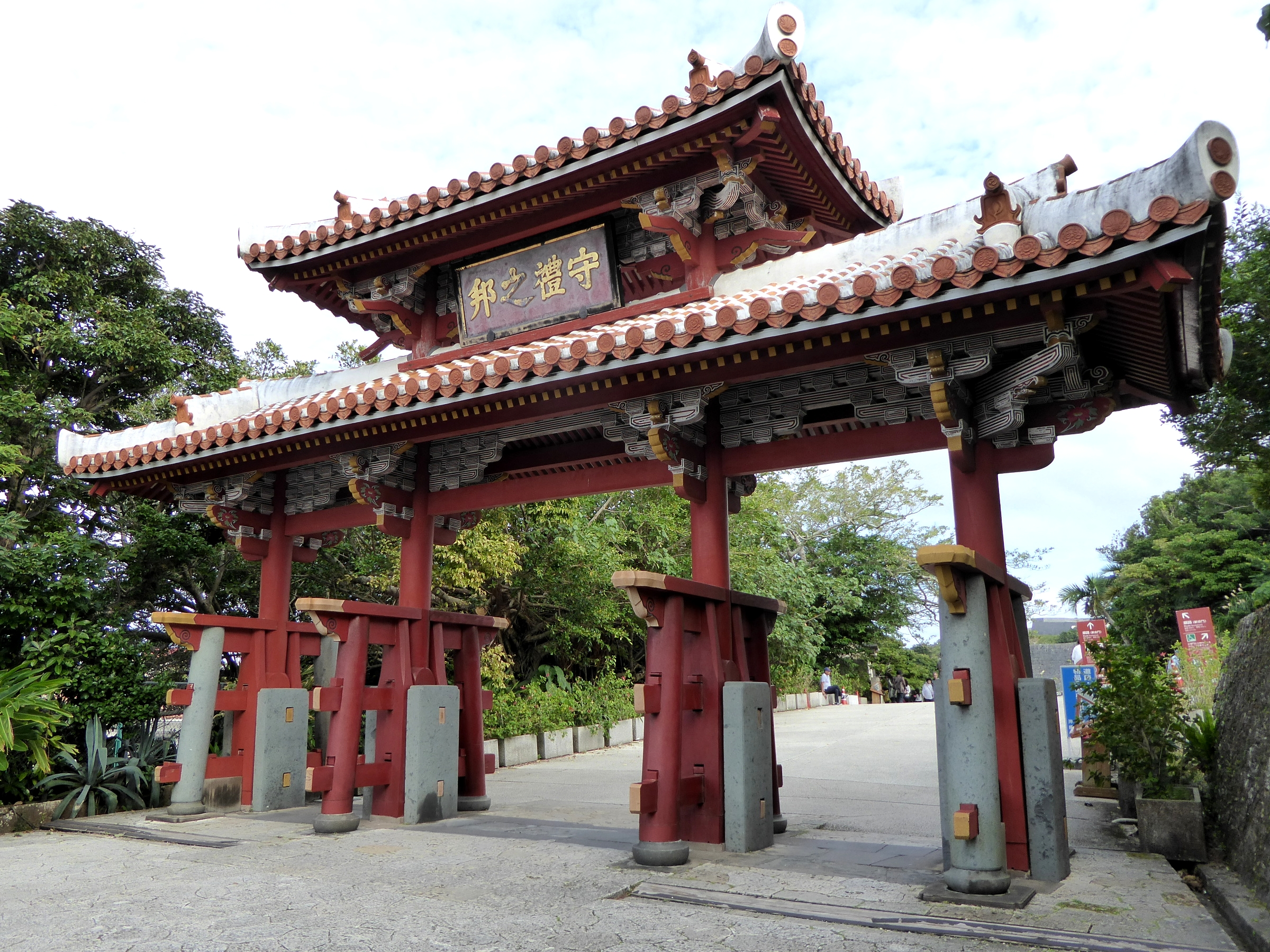
A – Shureimon
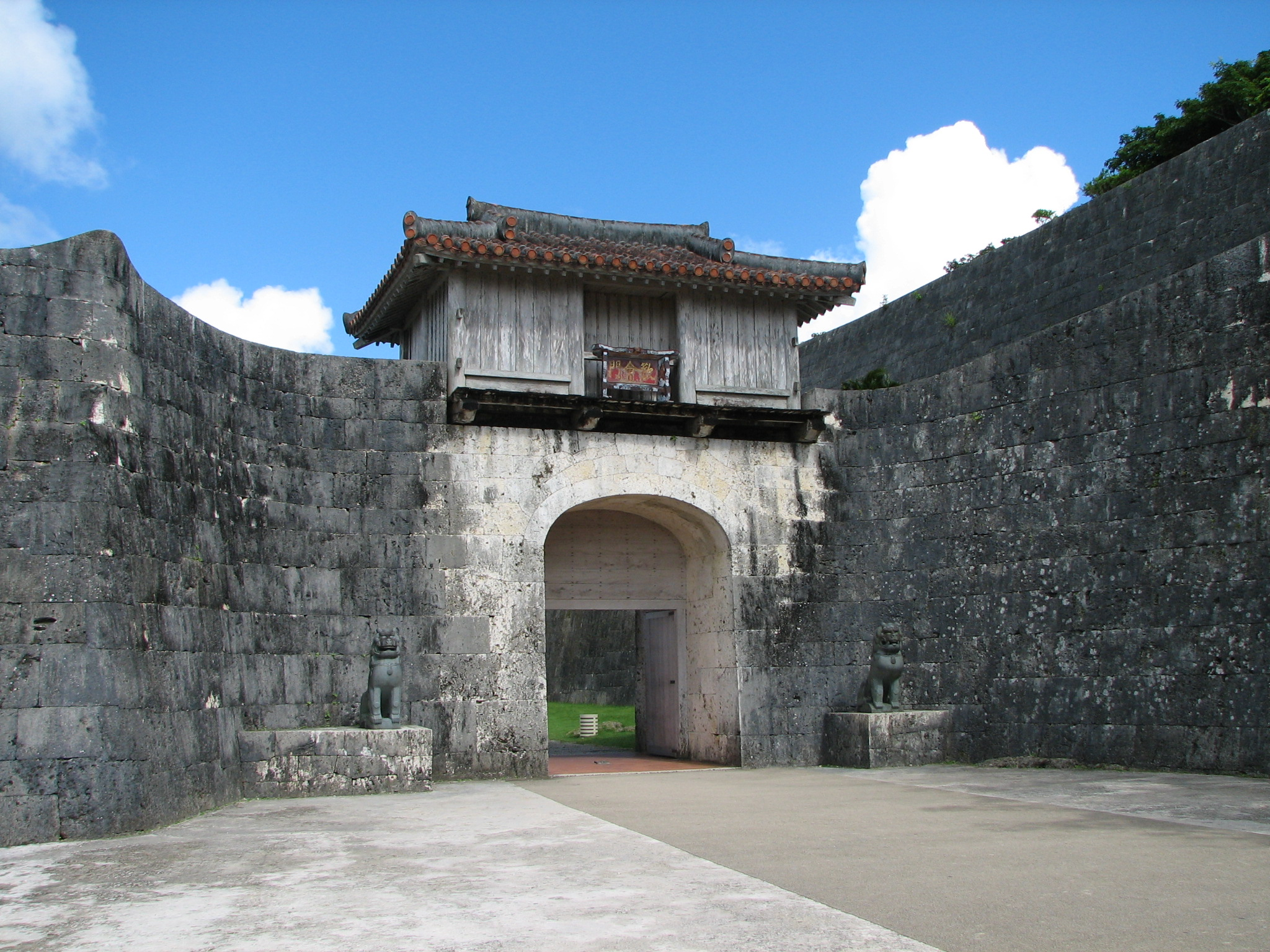
B – Kankaimon
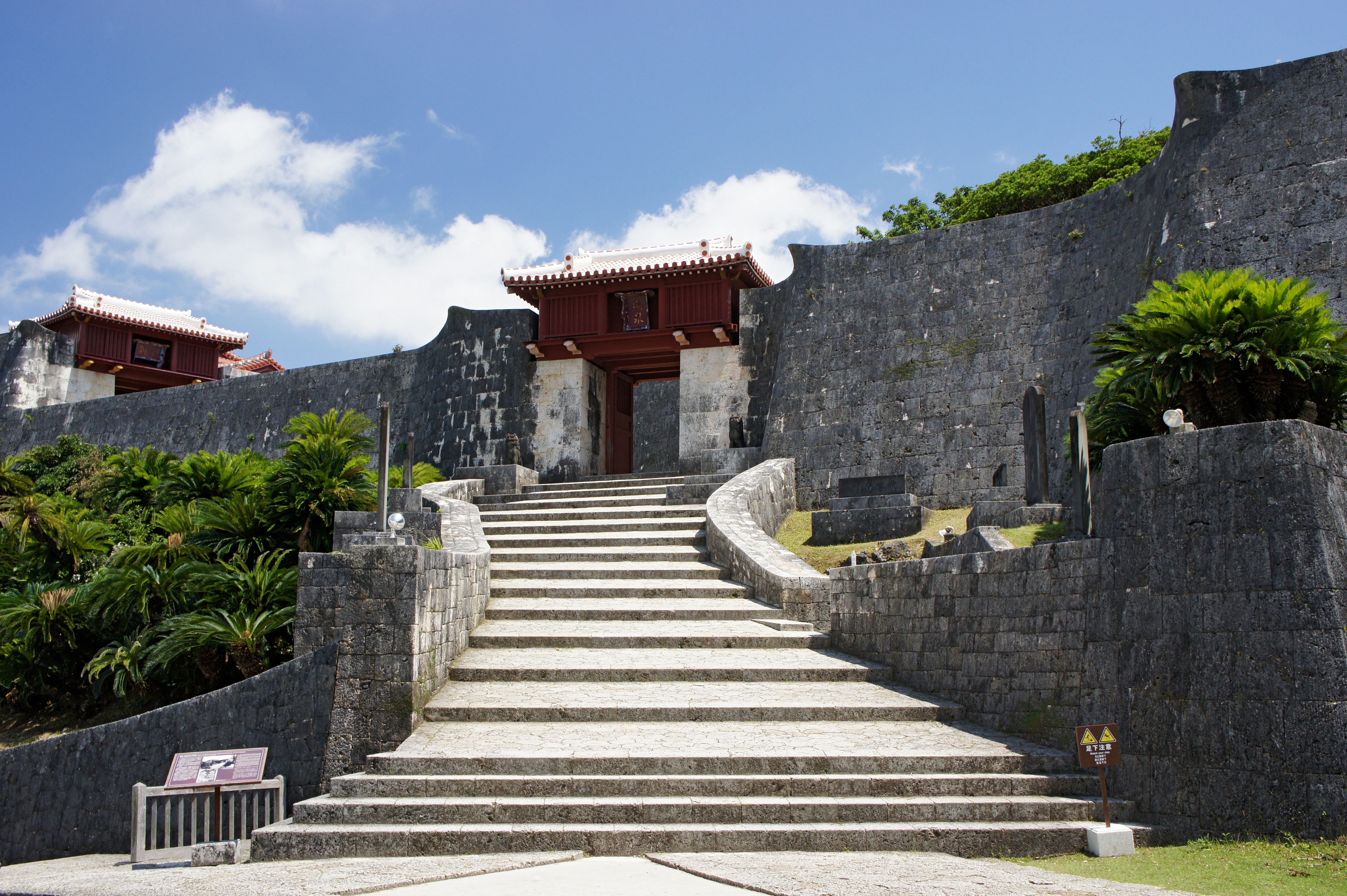
C – Zuisenmon
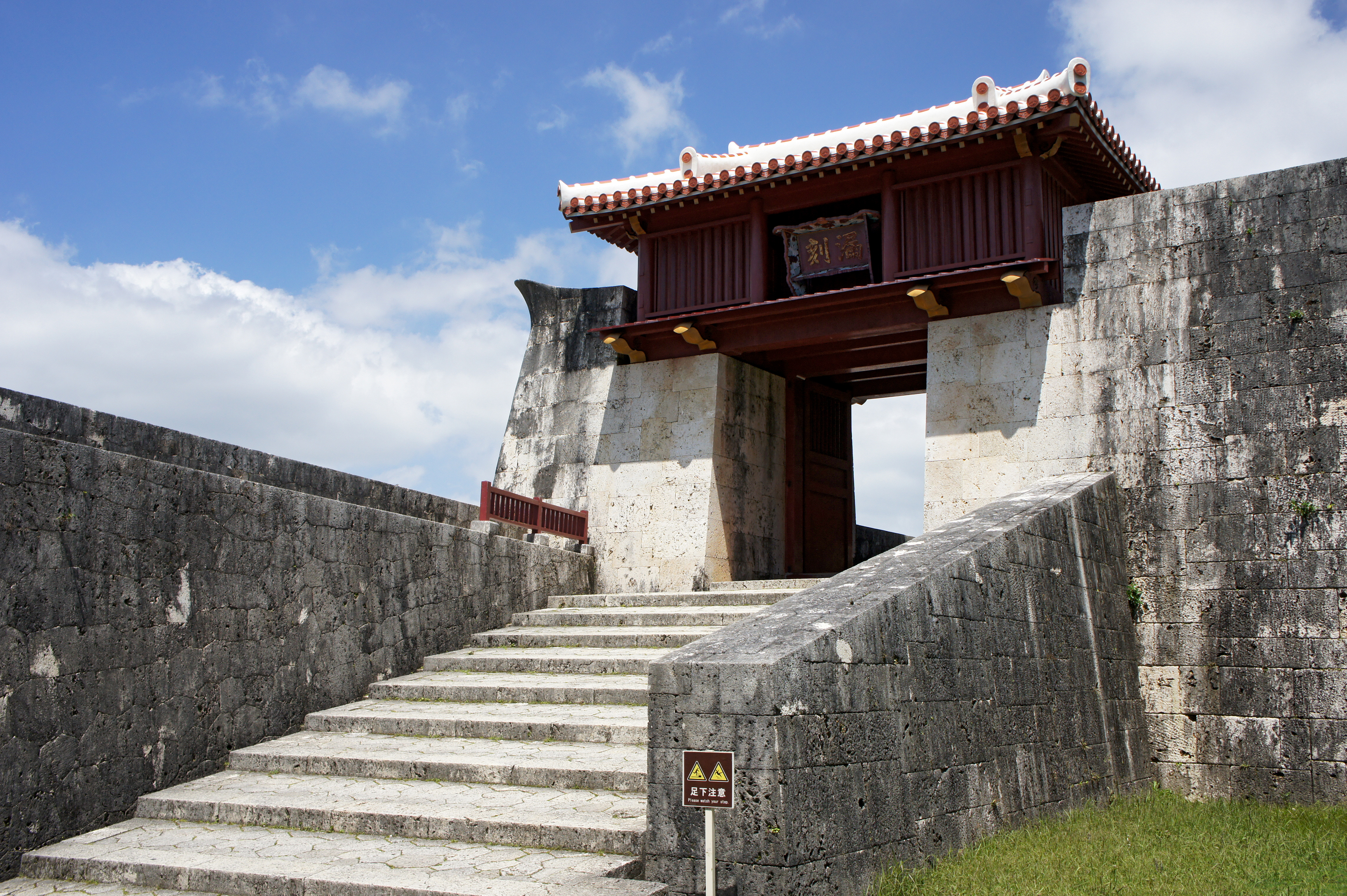
D – Roukokumon
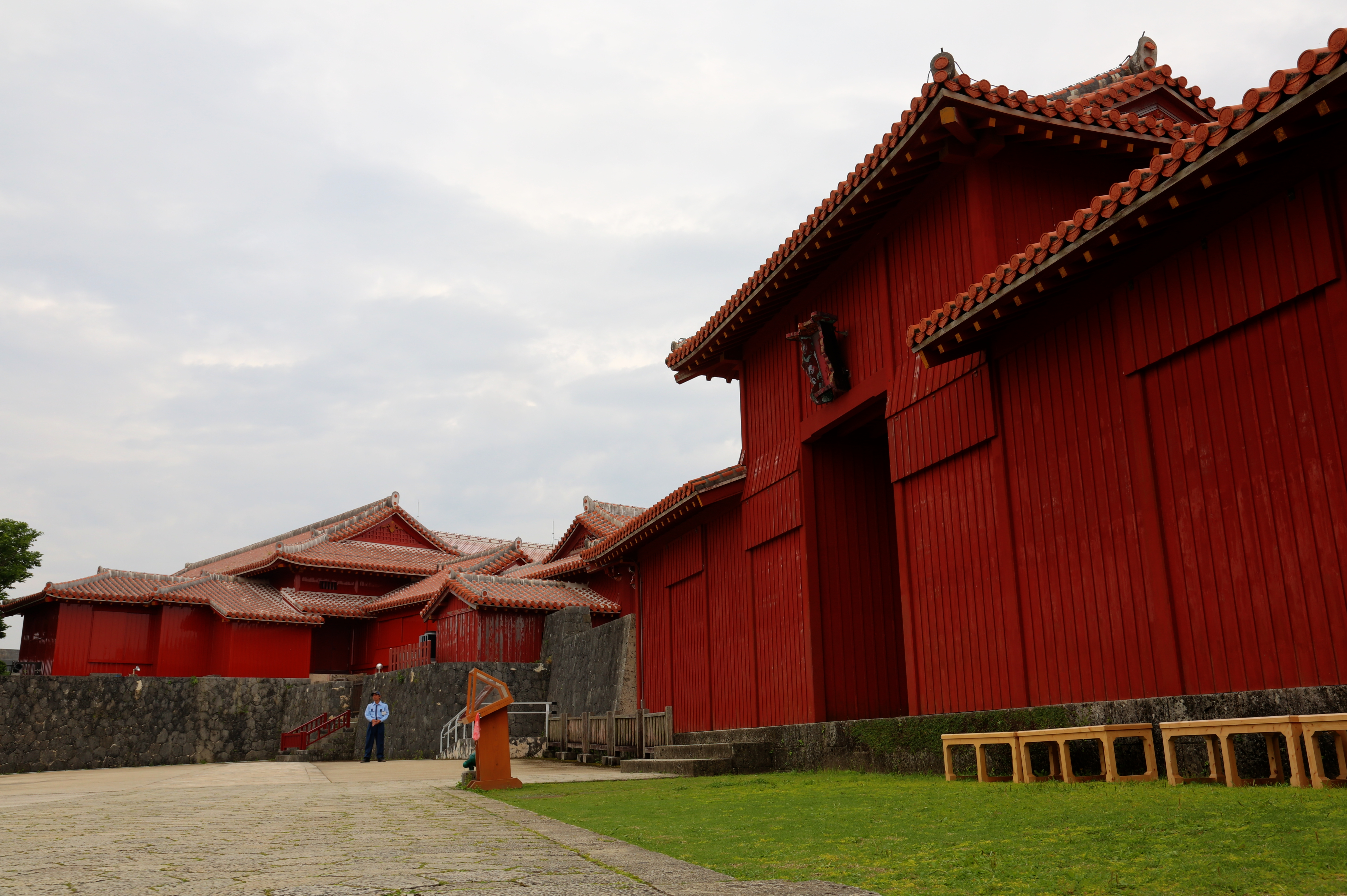
E – Kōfukumon
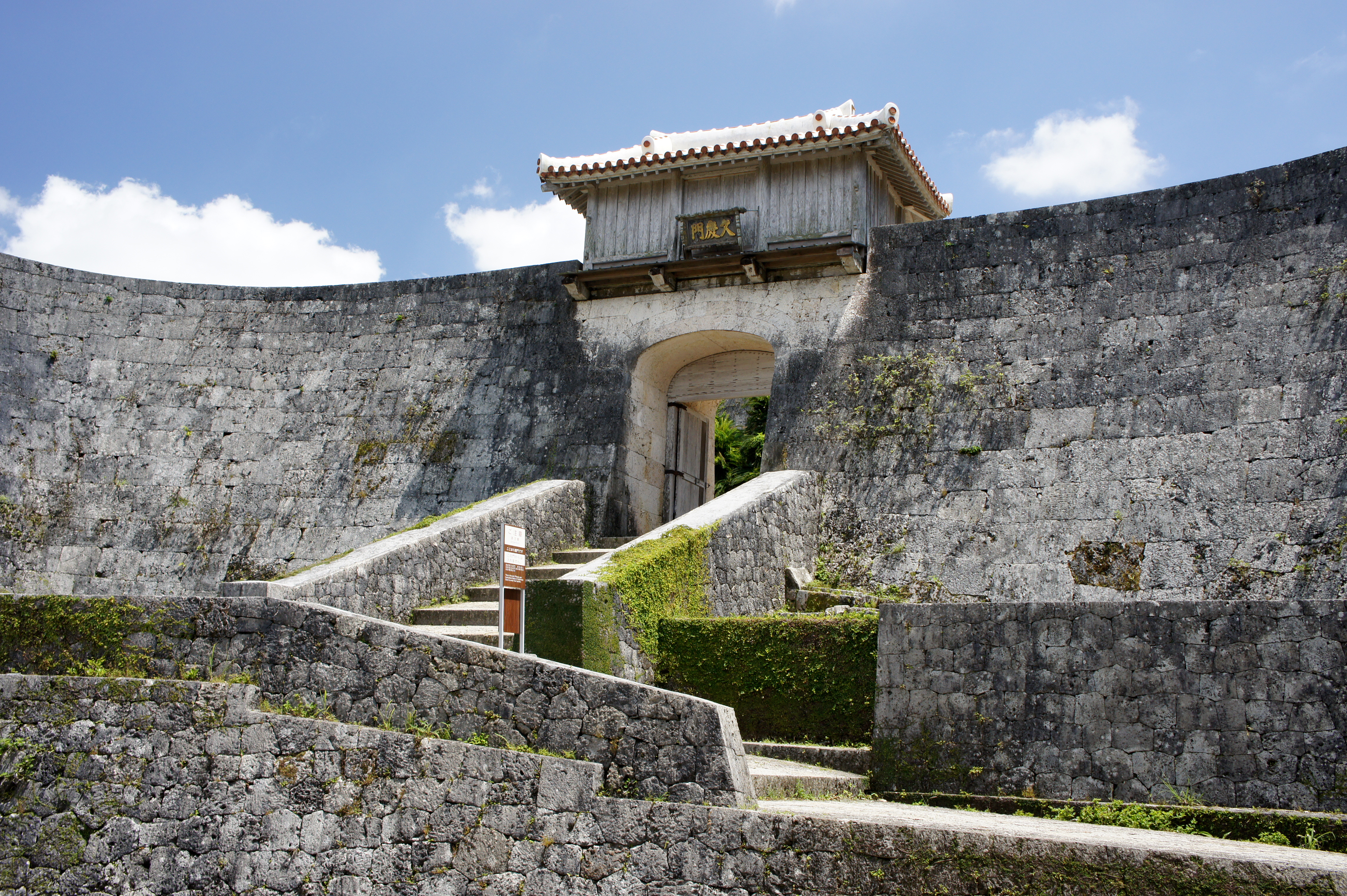
F – Kyukeimon
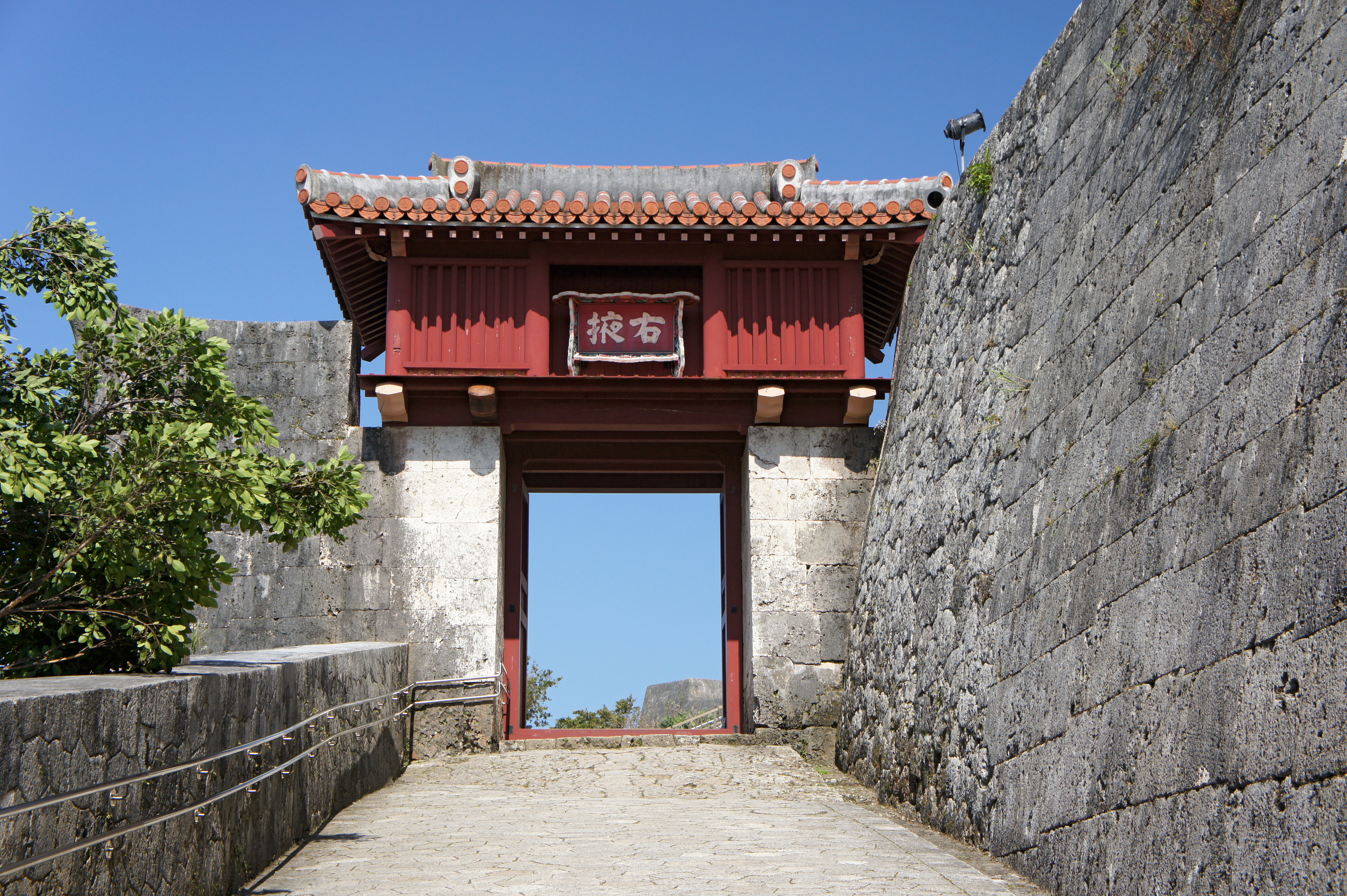
G – Uekimon
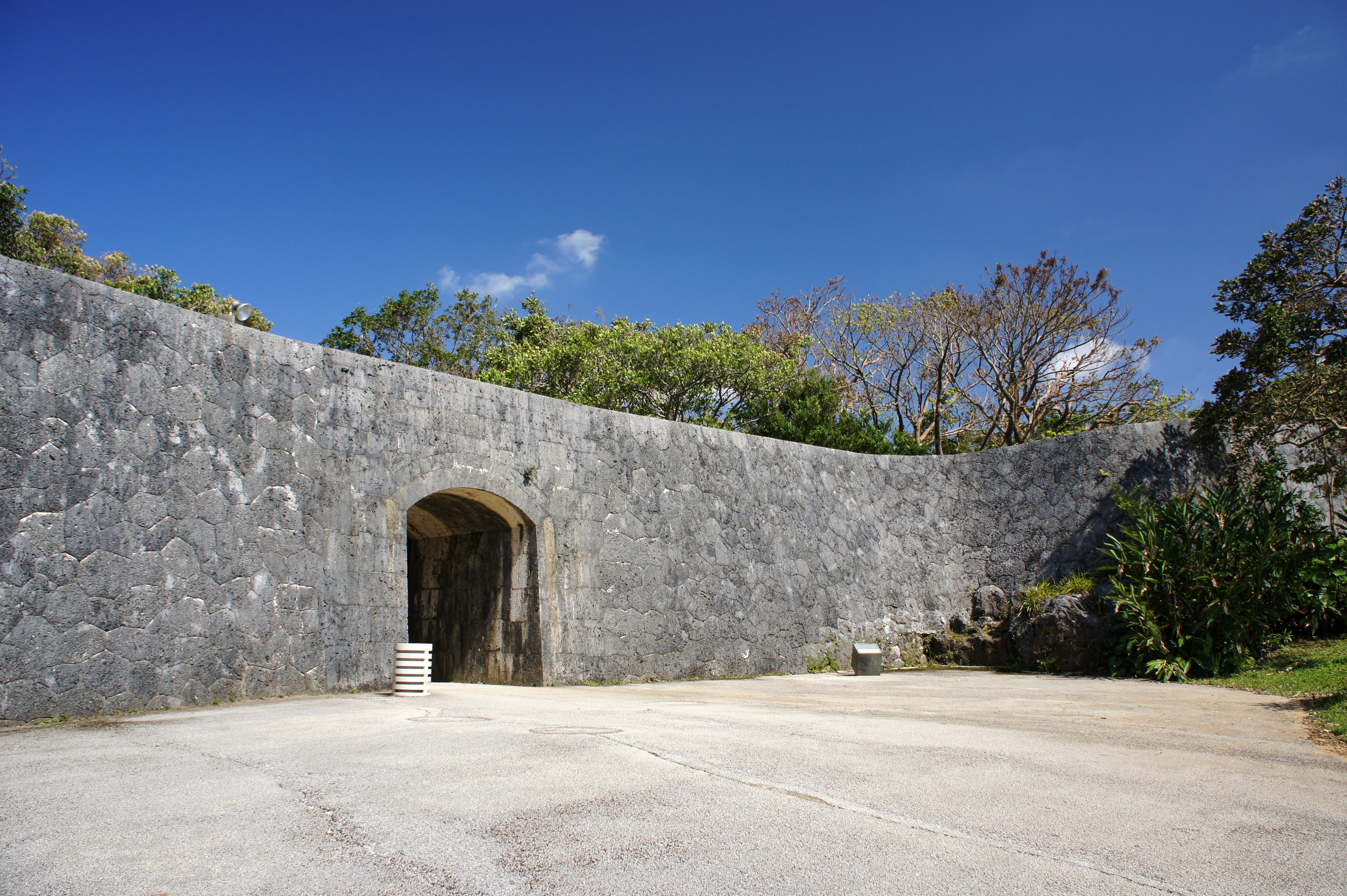
H – Kobikimon

## Galeria

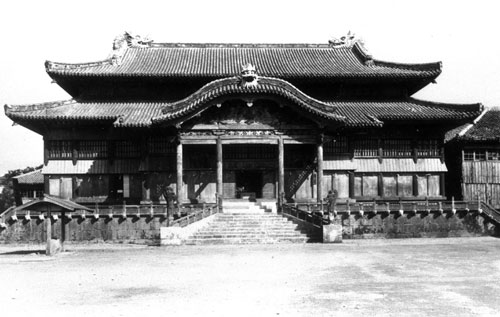
Zamek Shuri sfotografowany w czerwcu 1934 roku
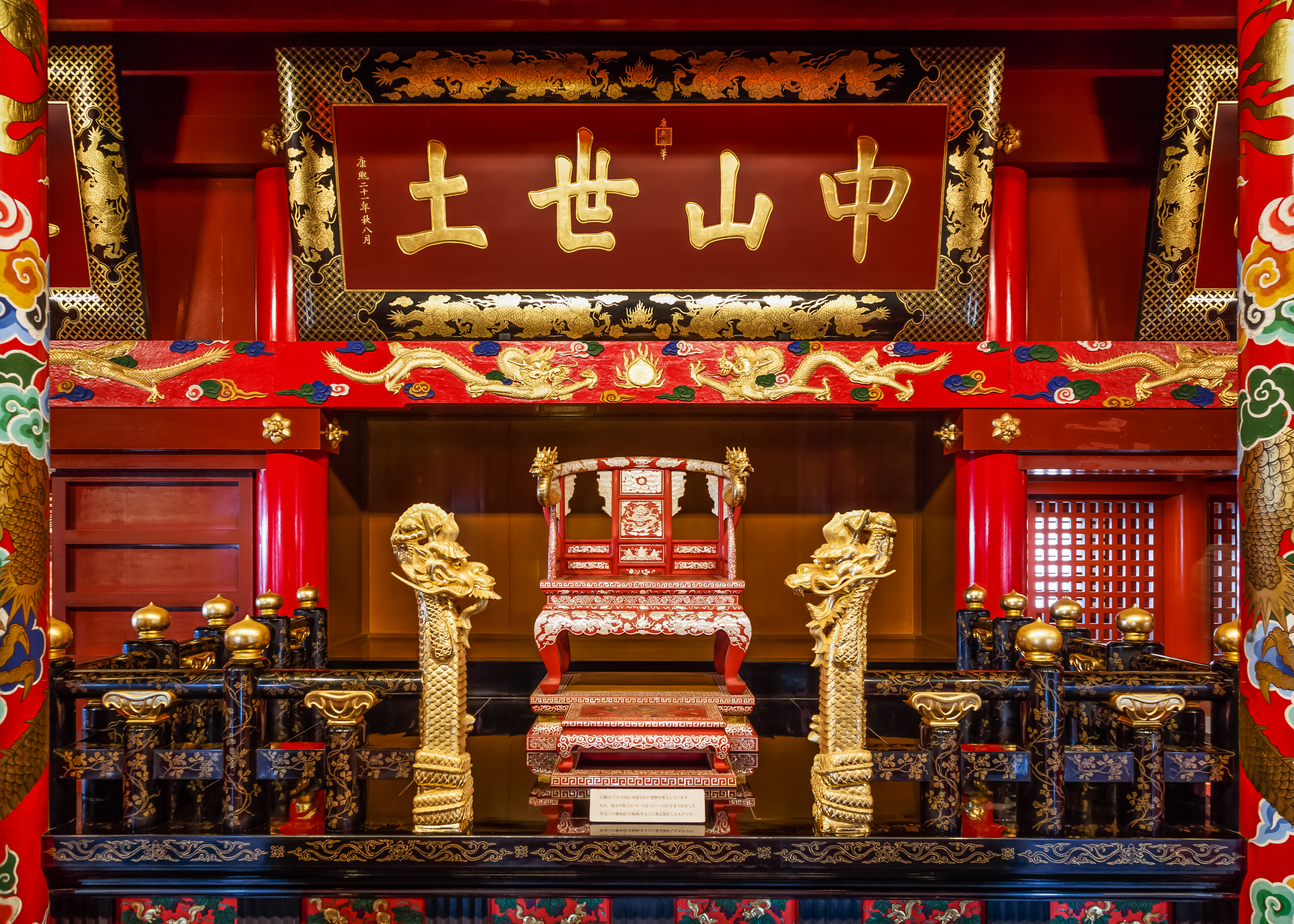
Tron znajdujący się w Seiden (sali głównej)
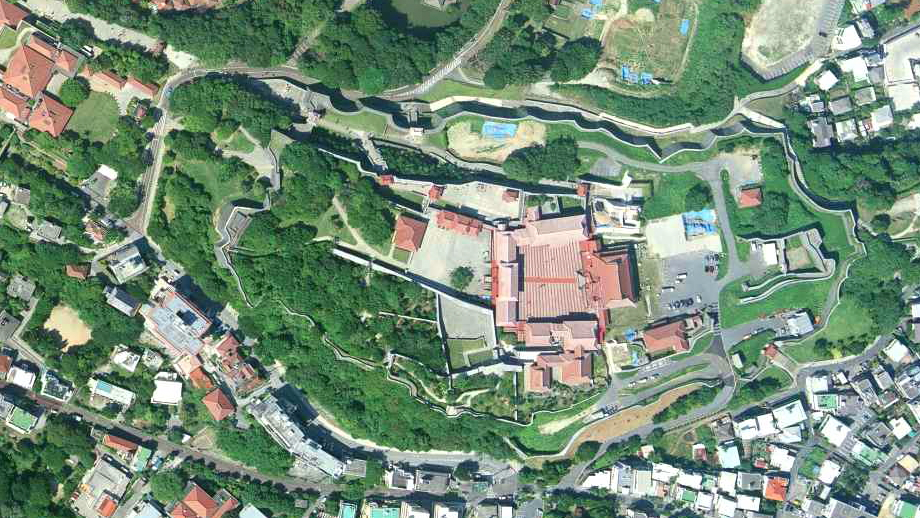
Zdjęcie wykonane z lotu ptaka
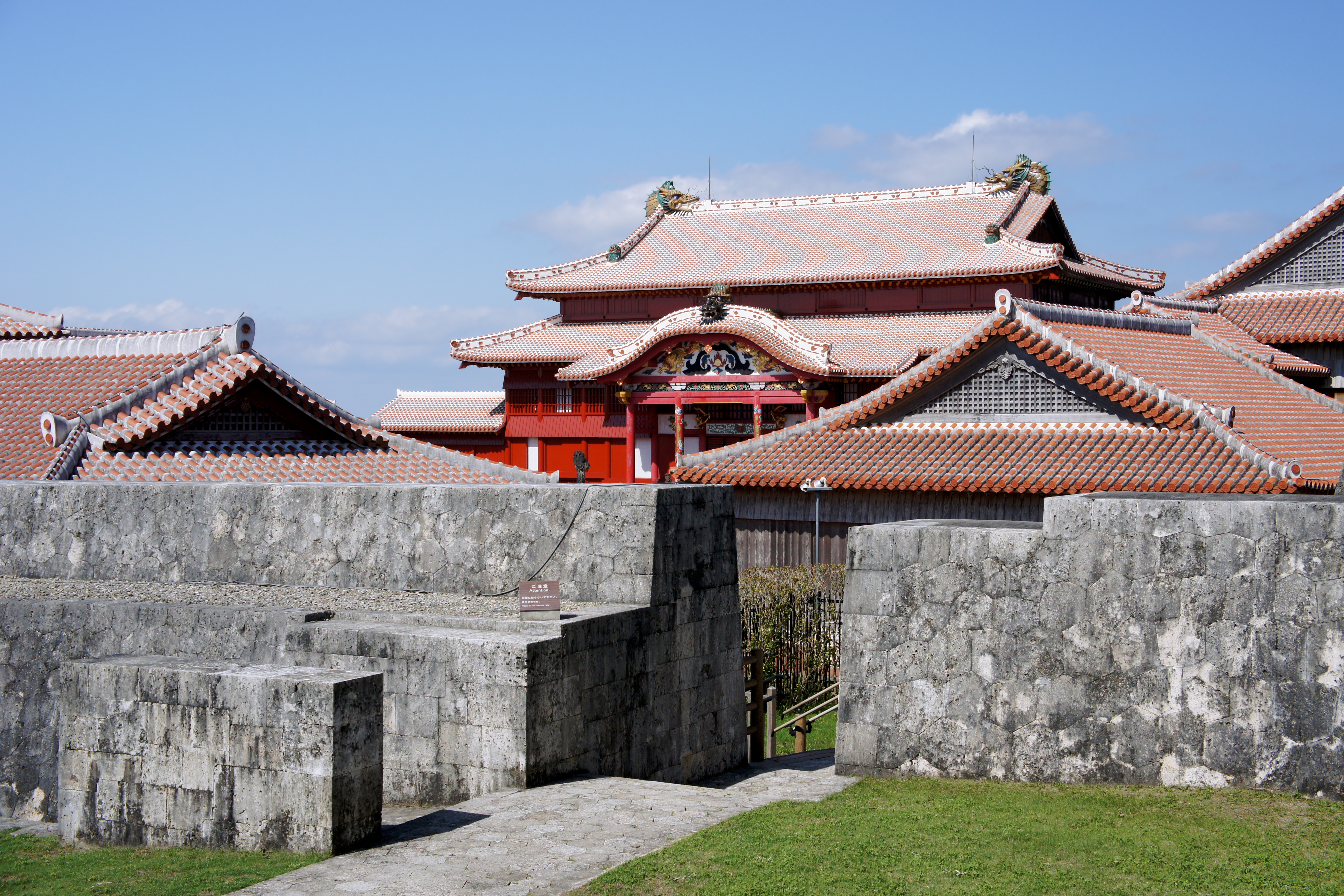
Mury otaczające zamek Shuri

## Dzwon
Dzwon „Most Narodów” (万国津梁の鐘; Bankoku shinryō no kane) został wykonany w 1458 roku, za panowania króla Sho Taikyu, i wisiał w Seiden (głównej sali) zamku. Ważący 721 kg dzwon znajduje się obecnie w posiadaniu Muzeum Prefektury Okinawa, a pełnowymiarowa replika znajduje się w zamku.
Inskrypcja na dzwonie głosi, że wyspy Riukiu były ważne w handlu morskim na Morzach Południowych i miały dobrze prosperujące stosunki handlowe z Chinami, Koreą, Japonią i innymi krajami Azji Południowo-Wschodniej. Stąd też pochodzi nazwa dzwonu.